# Eduardo Torres-Dulce Lifante
Eduardo Torres-Dulce Lifante (Madrid, 14 de maig de 1950) és un fiscal, professor de Dret penal i crític de cinema espanyol. És membre de l'Associació de Fiscals i exercí de Fiscal General de l'Estat entre el 30 de desembre de 2011 i el 18 de desembre de 2014.

## Biografia
Llicenciat en Dret per la Universitat Complutense de Madrid, la seva carrera com a fiscal l'ha desenvolupat a Sevilla, Guadalajara i Madrid. L'any 1996 va ser ascendit a la categoria de fiscal de sala i ha estat, des de llavors, entre altres càrrecs, fiscal de sala del Tribunal Suprem d'Espanya, cap de la Secció del Penal, vocal del Consell Fiscal i fiscal de sala a la Fiscalia davant del Tribunal Constitucional d'Espanya. És fill d'Eduardo Torres-Dulce Ruíz, que fou magistrat del Tribunal Suprem espanyol, i nebot d'Antonio Torres-Dulce Ruíz, que fou president del Tribunal d'Ordre Públic durant el Franquisme.
Com a professor, ha impartit docència, entre d'altres, al CEU Luis Vives, a l'Institut d'Empresa i de Pràctica Processal Penal a l'Escola de Pràctica Jurídica de l'ICADE, en el Curs Pràcticum en la Llicenciatura de la Facultat de Dret de la Universitat Autònoma de Madrid, a la Facultat de Ciències de l'Assegurança de la Universitat Pontifícia de Salamanca i al Centre d'Estudis Jurídics de l'Administració de Justícia (CEJAJ).
Sent fiscal del Tribunal Constitucional -especialitzat en temes laborals-, fou esquitxat per un escàndol quan exercia com a president del Comitè d'Apel·lació de la Reial Federació Espanyola de Futbol. La polèmica es va desencadenar quan, en una polèmica decisió, va aixecar la suspensió d'un partit -imposada en primera instància pel Comitè de Competició- al jugador Hugo Sánchez del Reial Madrid. El seu passat com a soci madridista des dels 13 anys i les dures crítiques rebudes el van obligar a presentar la seva dimissió irrevocable el 26 de febrer de 1988.
També ha col·laborat amb l'Escola de Cinema i Audiovisuals de la Comunitat de Madrid (ECAM) impartint seminaris sobre el cinema mut, dins de l'assignatura d'Història del Cinema que dirigeix Carlos F. Hereu. Fou crític cinematogràfic de la revista Telva.
Com a autor de publicacions especialitzades en Dret, ha participat, entre d'altres, en l'elaboració del Codi Penal comentat, la Llei Orgànica del Tribunal Constitucional, en una selecció de la jurisprudència de les actuacions del Tribunal Constitucional, en uns comentaris de l'Estatut d'Autonomia de la Comunitat de Madrid, etc.

### Fiscal General de l'Estat
El 18 de desembre de 2014 presentà la dimissió com a Fiscal General de l'Estat al·legant motius personals, tot i que algunes fonts apuntaven a discrepàncies amb el govern espanyol per entremetre's en la independència del ministeri fiscal. El darrer episodi al capdavant de la fiscalia general va ser la querella presentada contra Artur Mas, Joana Ortega i Irene Rigau per la consulta sobre la independència de Catalunya del 9 de novembre de 2014, mentre que el fiscal superior de Catalunya, José María Romero de Tejada, així com la resta de fiscals catalans no hi veien indicis inculpatoris. Després de convocar-se Junta de Fiscals, la querella va rebre el suport per ser presentada davant del Tribunal Superior de Justícia de Catalunya.
L'agost de 2015, el Govern espanyol autoritza a l'exfiscal general de l'Estat a incorporar-se al despatx Garrigues Advocats, sense respectar el termini de dos anys d'incompatibilitats que contempla la llei després del cessament d'alts càrrecs.

### Crític de cinema
Com a crític de cinema ha participat en el programa radiofònic Cowboys de medianoche (esRadio). A més d'autor de diversos llibres sobre cinema, ha col·laborat en revistes i periòdics com Nuestro Tiempo, Nueva Lente, Contracampo, Expansión, El Semanal, Telva i La Clave. Va formar part del Consell de Redacció de la revista Nickel Odeon i del programa de TVE ¡Qué grande es el cine!, dirigits per José Luis Garci, que estrenà l'any 2012 la pel·lícula Holmes & Watson. Madrid Days, amb guió d'ambdós. És autor, entre d'altres, del llibre Armas, mujeres y relojes suizos.